# Wola Jakubowa
Wola Jakubowa (ukr. Воля Якубова) – wieś w rejonie drohobyckim obwodu lwowskiego Ukrainy, położona 10 km na północ od Drohobycza. 
W miejscowości urodzili się:
- Andrij Melnyk (1890–1964), ukraiński wojskowy, przewodniczący Organizacji Ukraińskich Nacjonalistów po śmierci Jewhena Konowalca.
- Mychajło Matczak (1895–1958), ukraiński wojskowy, jeden z założycieli Ukraińskiej Organizacji Wojskowej (UWO), 1930-35 poseł na Sejm RP.